# Apamea popofensis
Apamea popofensis là một loài bướm đêm trong họ Noctuidae.